# Kyiv
Kyiv (tiếng Ukraina: Київ, phát âm [ˈkɪjiu̯] ⓘ), cũng được biết tới với tên từ tiếng Nga là Kiev (Ки́ев), là thủ đô và là thành phố lớn nhất nước Ukraina. Thành phố tọa lạc tại bắc trung bộ của quốc gia này, dọc theo đôi bờ sông Dnipro. 
Kyiv trải rộng trên diện tích 839 km² với dân số tính đến tháng 2 năm 2025 là 3.000.000 người; nếu tính cả số dân đăng ký không chính thức thì dân số của Kyiv là 3.7 triệu người.
Kyiv là thành phố trực thuộc trung ương, nằm bên tỉnh Kyiv nhưng không thuộc tỉnh này. Đây là một trong các trung tâm công nghiệp, khoa học và văn hóa của Đông Âu. Nơi đây có nhiều viện nghiên cứu, trường đại học và nhiều di tích lịch sử nổi tiếng trên thế giới. Giao thông của thành phố phát triển cao, nhất là hệ thống giao thông công cộng như xe buýt và tàu điện ngầm.
Thành phố Kyiv một trong những thành phố lâu đời nhất Đông Âu đã trải qua nhiều giai đoạn thăng trầm và những biến cố lịch sử. Thành phố là một trung tâm thương mại vào đầu thế kỷ 5. Là một khu định cư của người Slav ở trên con đường thương mại giữa Scandinavia và Constantinopolis, Kyiv là nơi sinh sống của một nhánh thuộc bộ lạc Khazar, cho đến khi bị những người Varangia (Viking) chiếm giữ vào thế kỷ 9. Dưới thời cai trị của Varangia, thành phố đã trở thành thủ phủ của Kiev Rus', quốc gia Đông Slav đầu tiên.
Đô thành Kyiv bị hủy hoại hoàn toàn trong thời kỳ Mông Cổ xâm lược vào năm 1240, khiến thành phố mất hết tầm ảnh hưởng của mình trong hàng thế kỷ sau đó. Thành phố từng bị kiểm soát bởi các cường quốc hùng mạnh, ban đầu là Đại công quốc Lietuva, sau đó là Lãnh địa quốc vương Ba Lan và Đế quốc Nga.
Thành phố phồn thịnh trở lại trong thời kỳ cách mạng công nghiệp của Đế quốc Nga cuối thế kỷ 19. Năm 1917, sau khi Cộng hòa Nhân dân Ukraina tuyên bố độc lập khỏi Đế quốc Nga, Kyiv trở thành thủ đô. Từ năm 1921 trở về sau, Kyiv là một thành phố quan trọng của Cộng hòa Xã hội chủ nghĩa Xô Viết Ukraina và từ 1934 là thủ đô nước cộng hòa này. Trong thế chiến II, thành phố lại bị hư hại nhưng nhanh chóng hồi phục trong những năm sau chiến tranh, là thành phố lớn thứ ba của Liên Xô. Sau khi Liên Xô sụp đổ, Ukraina giành độc lập vào năm 1991 và chọn Kyiv là thủ đô, tiếp nhận đều đặn làn sóng người di cư từ các vùng khác của đất nước. Trong quá trình chuyển đổi đất nước sang nền kinh tế thị trường và dân chủ, Kyiv vẫn tiếp tục là lớn nhất và giàu có nhất thành phố của Ukraina. Sản lượng công nghiệp về trang bị vũ khí quân sự giảm mạnh khi Liên Xô sụp đổ, nhưng nó cũng là động lực để nền kinh tế chuyển đổi sang các lĩnh vực mới như dịch vụ tài chính và tiếp tục tạo tăng trưởng cho Kyiv. Là hành lang kết nối Đông và Tây châu Âu, Kyiv nhận được sự đầu tư lớn và liên tục vào nhà ở và cơ sở hạ tầng đô thị, là nơi chịu ảnh hưởng đan xen của lực lượng ủng hộ xích gần với phương Tây và lực lượng muốn giữ quan hệ thân Nga trong không gian thuộc Liên Xô cũ.

## Địa lý

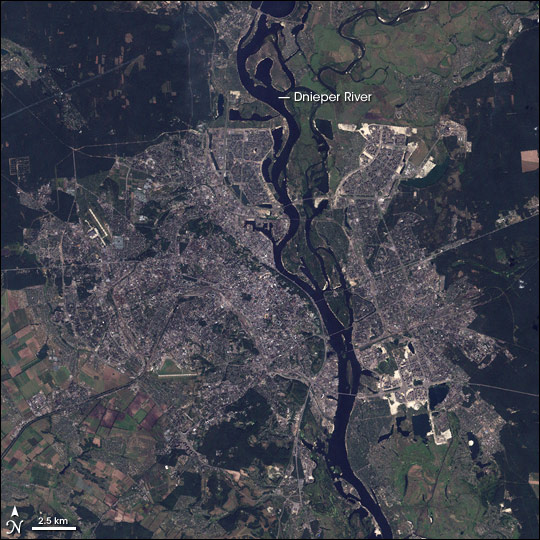
Ảnh Kiev và sông Dnipro do Landsat 7 chụp.